# Assemblea nazionale (Panama)
L'Assemblea Nazionale di Panama (in spagnolo Asamblea Nacional de la República de Panamá) è il parlamento monocamerale della Repubblica di Panama.

## Composizione e poteri
Il Parlamento di Panama è composto da 71 deputati, aventi mandato quinquennale, eletti tramite il sistema uninominale secco (in inglese First-past-the-post) nei distretti rurali e/o a bassa densità abitativa e tramite il sistema proporzionale nelle zone urbane e/o a maggior densità abitativa. Essi rappresentano il popolo e compongono il potere legislativo del paese, esercitato appunto dall’Assemblea, la quale ha, oltre al compito di legiferare, quello di controllare l’operato del Governo dal diretto Presidente e quello di redigere il bilancio statale.